# Хильдисриден
Хильдисриден (нем. Hildisrieden) — коммуна в Швейцарии, в кантоне Люцерн. 
Входит в состав округа Зурзее. Население составляет 1790 человек (на 31 декабря 2006 года). Официальный код — 1088.